# ネレトヴァの戦い
ネレトヴァの戦い(ネレトヴァのたたかい、英語：Battle of Neretva、ボスニア語・クロアチア語・セルビア語：Битка на Неретви / Bitka na Neretvi)は、第二次世界大戦中の1943年初頭、枢軸国連合部隊によりユーゴスラビア全域で行われたユーゴ・パルチザン掃討作戦における戦いのひとつ。1943年1月から4月にかけて行われたこの攻勢はドイツ軍では「白作戦」(独: Fall Weiß、直訳すれば「白の件」)と呼ばれ、一般には「第4次反パルチザン攻勢」として知られる。ユーゴスラビアの用語では、「第4次敵攻勢」(Četvrta neprijateljska ofenziva/ofanziva)または「負傷者のための戦い」(Bitka za ranjenike)とも呼ばれた。

## 作戦
ドイツ軍は、パルチザン活動の中央司令部(すなわちユーゴスラビア共産党の中央委員会)とともに、主なパルチザン病院を破壊しようと計画し、枢軸側戦力としてドイツ軍6個、イタリア軍3個の計9個師団に、2個のクロアチア師団と、チェトニックやウスタシャ組織からも相当数の兵員を集結させた。合計約150,000人の枢軸側の兵が、戦力ではるかに少ないパルチザン部隊に襲いかかった。
この作戦は3つの段階に分かれて実行された。
- 白I：1943年1月20日、ボスニア西部とクロアチア中部のパルチザン占領地域に対して攻撃が行われた。
- 白II：2月25日からボスニアの西部および南西部で戦われ、パルチザンははるかネレトヴァ川の南西まで退却した。
- 白III：3月から、北ヘルツェゴビナ地域に集中して行われた。しかし包囲されたパルチザン部隊はモンテネグロ北部に脱出し、この第三段階は完遂されなかった。

戦いの終盤、パルチザンはネレトヴァ川を背後にした谷間に押し込められていた。彼らがいた西岸には、複数の精鋭部隊と機甲旅団の支援を受けたドイツ軍が、対岸の東岸には、組織されていないチェトニック部隊が展開しており、かつ唯一の橋に繋がっていた。
パルチザンにとっては川を渡る方がより安全であると考えられたが、枢軸軍はパルチザンへの最後の総攻撃のために結集しており、パルチザンには橋を渡る十分な時間的余裕がなかった。
これらの克服しがたい困難に直面して、パルチザンの指揮官ヨシップ・ブロズ・チトー元帥は、綿密な計略を準備した。
チトーは、工兵に命じて川で唯一の橋を爆破させた。この事態を把握したドイツ軍司令部は、パルチザンが現在の位置から西岸沿いに北に向かって最後の突撃を敢行する予定であるにちがいなく、士気を高め、脱走を防ぐために橋を爆破したのだと結論した。そこで司令部は、攻撃によってパルチザンを根絶するために、地域内での軍隊の複雑な配置換えを始めた。しかしその行動は、チトーの工兵部隊に橋を応急修理する十分な時間を与え、対岸にいるチェトニック部隊を排除する道を開くものとなった。
司令部は直ちにその事実をつかんだが、その前に下していた移動命令のために、速やかに効果的な攻撃を準備できず、パルチザンはドイツ空軍の大部隊による激しい爆撃の中、川を渡った。チトーの工兵部隊によって応急修理された橋は山間部の複雑な地形も幸いしてドイツ空軍の攻撃による破壊を免れ、脱出完了後、追撃を防ぐために完全に破壊された。後日、枢軸側のこの屈辱的な戦略的失敗はチトーによって喧伝された。
彼は、枢軸側の手による「処刑」(それは後日「スチェスカ(Sutjeska)の戦い」の後で実際に起こった)から救うためにいかなる負傷者もすべて連れて行くという(有名な)約束を全うすることができた。
別の文献によるとパルチザンはサラエボの南西にあるコニーツでネレトヴァ川を渡る予定であったが、そこがドイツ軍に占拠されたため、やむなくコニーツ西方のヤブラニツァでパルチザンが爆破して川に落ちていた橋の上に板を並べて渡河した。渡河後、前面のプレニ山に展開していたチェトニックの部隊を奇襲して壊滅させ、南のモンテネグロに向かった。渡河地点のヤブラニツァにはネレトヴァの戦い記念館（「Museum of the Battle for the Wounded at Neretva」 Google Map による）が設立されている。

## 結果
3月末までに、枢軸軍はおよそ8,000名のパルチザンを殺害し、他に2,000名を捕えた。この大きな損失と、枢軸側の戦術的な勝利にもかかわらず、パルチザン組織は彼らの司令部と病院を守りぬき、活動を続けることができた。実際、彼らがボスニア・ヘルツェゴビナ東部に行き着いたときには、彼らの敵はチェトニックだけとなっており、それもドリナ川西岸地域でほとんど完全に無力化された。
枢軸軍がユーゴスラビアで行った次の主な作戦は｢黒作戦｣（第5次反パルチザン攻勢）であった。

## 枢軸側部隊
ドイツ国
- 第7SS義勇山岳師団「プリンツ・オイゲン」
- 第369歩兵師団
- 第714歩兵師団
- 第717歩兵師団
- 第187予備師団から1個連隊

 イタリア王国
- 第12歩兵師団 Sassari
- 第13歩兵師団 「国王」(Re)
- 第57歩兵師団 「ロンバルディア」(Lombardia)

 クロアチア独立国
- 第2クロアチア本国防衛山岳旅団
- 第3クロアチア本国防衛山岳旅団

 チェトニック (名目上はイタリア反共志願軍団)
- 約 20,000 人